# Bude (Mississippi)
Pour les articles homonymes, voir Bude.
La ville américaine de Bude est située dans le comté de Franklin, dans l’État du Mississippi. Lors du recensement de 2000, sa population s’élevait à 1 037 habitants.

## Source
- (en) Cet article est partiellement ou en totalité issu de l’article de Wikipédia en anglais intitulé « Bude, Mississippi » (voir la liste des auteurs).